# Cráter Barringer

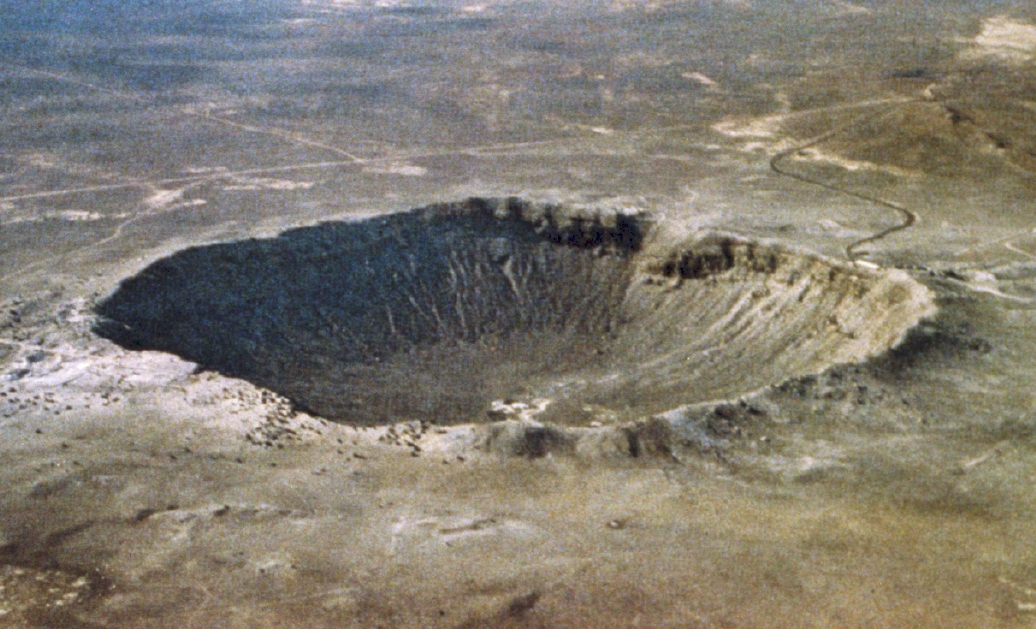
Cráter Barringer (inglés: "Meteor Crater"), Flagstaff, Arizona.

El cráter Barringer (en inglés: "Meteor Crater"), también conocido como Meteor Mountain, es el resultado del impacto, hace unos 50 000 años, del llamado meteorito Canyon Diablo. El cráter se localiza a 55 km al este de la ciudad de Flagstaff, en el norte de Arizona, Estados Unidos, siguiendo una salida de la interestatal I-40.
El geólogo Daniel Barringer fue el primero en sugerir, en el año 1903, que el cráter era producto del impacto de un meteoroide. Actualmente no es un parque Nacional, aunque en 1967 fue designado como hito natural nacional. Los terrenos son de propiedad  privada y siguen perteneciendo a la familia Barringer a través de la empresa Barringer Crater Co.
Los descendientes de Barringer continúan implicados en la conservación del cráter e intentan cambiar el popular nombre de "Cráter del meteoro" (utilizado desde 1915 como mínimo) por el nombre de Cráter Barringer. También promueven el uso de esta denominación en escritos científicos, aunque en el idioma español se ha difundido una mala traducción desde el inglés del nombre del cráter, provocando confusiones como Cráter del Meteorito Barringer (inglés: Barringer Meteorite Crater), cuando el nombre de meteorito Barringer no existe oficialmente.
El cráter se ubica a una elevación de 1740 metros sobre el nivel del mar y tiene un diámetro de aproximadamente 1200 metros y casi 170 metros de profundidad. Está rodeado por un borde que se eleva 45 m sobre el nivel de las planicies vecinas. En el centro del cráter se acumulan entre 210 y 240 m de materiales depositados sobre el fondo sólido. Se estima que el impacto que produjo el cráter ocurrió hace 50 000 años por un objeto de unos 50 m de largo que viajaba a una velocidad aproximada de 12 km/s.
El cráter aparece en la película de 1984 Starman.

## Formación del cráter

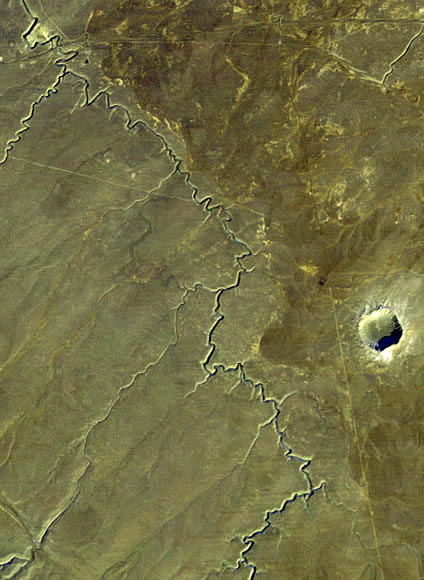
El cráter Barringer visto desde el espacio. Foto de la NASA.

Tradicionalmente, antes de realizarse los primeros estudios de carácter científico, se había pensado que el cráter debería tener un origen volcánico. Sin embargo, la naturaleza sedimentaria de los materiales presentes (principalmente calizas) y la total ausencia de lava invalidan por completo este supuesto. 
El cráter, conocido anteriormente como Coon Mountain, ya había sido estudiado en 1891 por el geólogo Grove Karl Gilbert, quien descartó erróneamente la hipótesis del impacto meteorítico basándose en sus propios ensayos, formulando la teoría de que el cráter tenía que haberse formado debido a una explosión de gas subterránea.
Una década después, en 1902, Daniel Barringer (abogado y geólogo, propietario de negocios mineros) supo de la existencia del cráter y del hierro meteorítico. Adquirió el terreno, que actualmente conserva su familia, y creó la "Standard Iron Company" con el objetivo de explotar el hierro que supuso debería estar enterrado bajo la superficie del cráter. Sin embargo, tras haber reunido numerosos indicios acerca del origen sideral del cráter y de dos años de ensayos de campo, no fue capaz de encontrar el meteorito que había causado el cráter. Los trabajos continuaron con distinta intensidad hasta 1929, cuando falleció Barringer, estando a punto de llevar a la compañía minera a la bancarrota. Ya por entonces, el astrónomo Forest Ray Moulton había efectuado una serie de cálculos indicativos de que el meteorito se había vaporizado probablemente poco antes de llegar al suelo.
No fue hasta 1960 cuando el astrónomo y geofísico Eugene Shoemaker demostró de forma concluyente en su tesis doctoral que el cráter era producto del impacto de un meteorito, entre otras evidencias, debido a la presencia de coesita y stishovita dentro del cráter.
Se estima que el impacto que creó el cráter ocurrió cerca de 50 000 años atrás, durante el período Pleistoceno, cuando el clima de la meseta del Colorado era mucho más frío y húmedo. En esa época, el área era un prado con bosques, habitado por mamuts lanudos, perezosos gigantes de tierra y camellos; y posiblemente sin habitantes humanos.
El objeto que excavó el cráter fue un meteorito de níquel-hierro de cerca de 50 m de largo, que impactó en la planicie a una velocidad de 12 kilómetros por segundo, valor que ha sido tema de debate. Mediante modelación se estimó que el meteorito debería haber impactado a una velocidad de 20 km/s, pero estudios más recientes calculan que el impacto ocurrió a una velocidad menor, de 12,8 kilómetros por segundo. También se cree que casi la mitad del peso bruto del meteorito, unas 300 000 toneladas en total, se vaporizó durante su paso por la atmósfera, antes de impactar en el suelo.

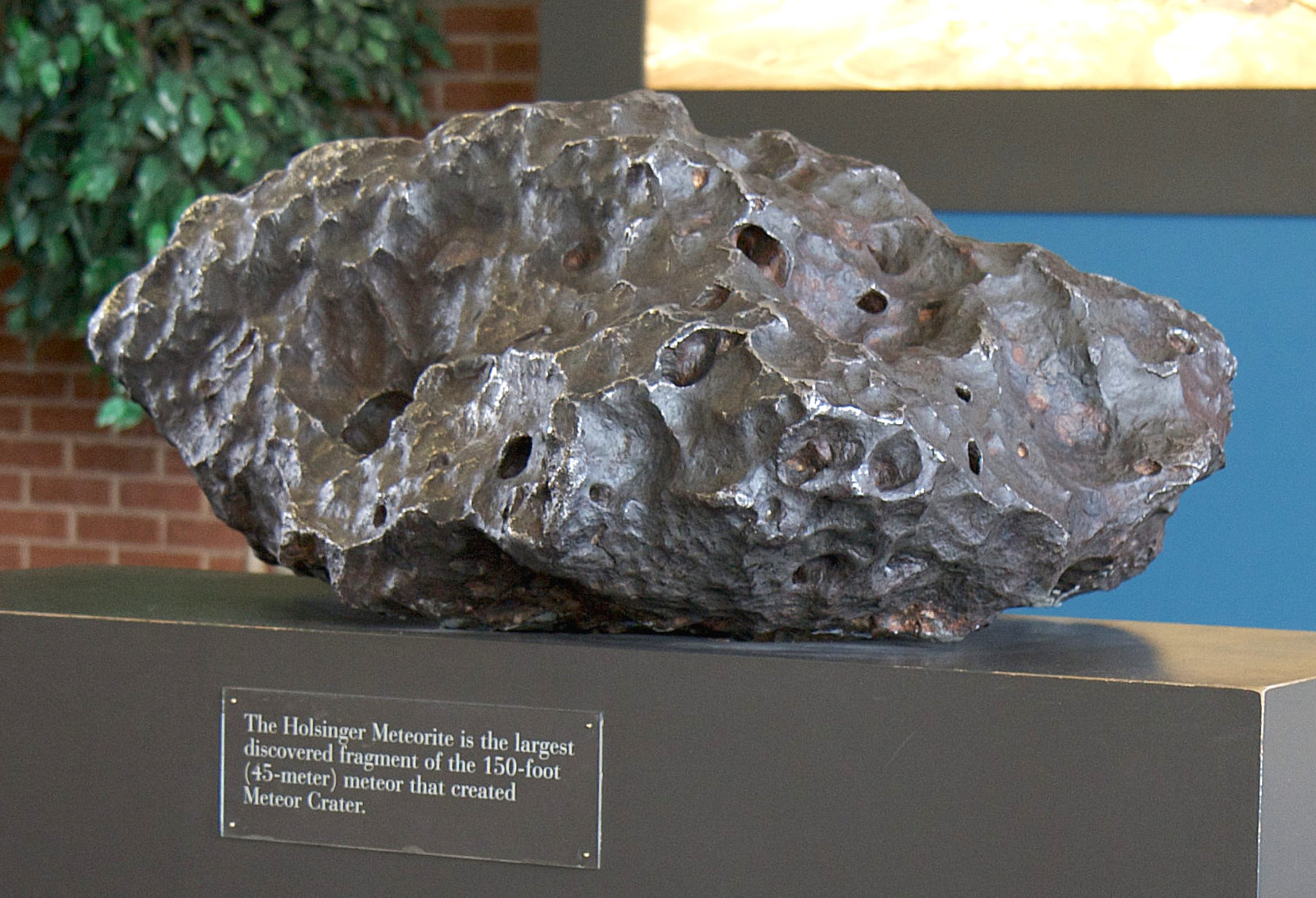
Mayor fragmento recuperado en el Cráter Barringer, en exhibición en el Centro de Turismo del cráter, Flagstaff, Arizona.

El impacto causó una explosión equivalente a por lo menos 2,5 megatones, unas 150 veces la potencia de la bomba atómica lanzada sobre Hiroshima durante la Segunda Guerra Mundial. Esta explosión excavó 175 millones de toneladas de roca. La onda de choque del impacto se propagó en forma hemisférica, haciendo estallar la roca tanto hacia arriba como hacia abajo, creando así el cráter. La mayor parte de la energía del impacto fue liberada en la atmósfera y generó una onda de choque devastadora sobre el terreno.
Para un meteorito del tamaño estimado, el impacto fundió poca roca, aunque dio lugar a temperaturas y presiones suficientemente altas para transformar carbono en coesita, diamantes y lonsdaleíta, una forma de diamante encontrada en fragmentos cerca de este cráter. Bloques de piedra caliza, con pesos de hasta 30 toneladas, fueron lanzados fuera del borde del cráter, y restos de este impacto se han encontrado en un área de 260 km². Se estima que el choque del impacto podría haber provocado un terremoto localizado de una magnitud de 5,5 o mayor en la escala de Richter.
La explosión y la energía térmica liberada por el impacto habrían matado inmediatamente a todas las criaturas vivientes en un radio de 3 a 4 km. El impacto produjo una bola de fuego lo suficientemente caliente como para causar graves quemaduras a una distancia de hasta 10 km. La onda de choque volando a una velocidad de 2000 km/h es lo suficientemente fuerte para derrumbar cualquier cosa en su camino dentro de un radio de 14-22 km, disipándose con fuertes vientos huracanados en un radio de 40 km.
La mayor parte del meteorito se vaporizó. Fragmentos relativamente grandes de níquel-hierro, variando entre el tamaño de gravilla y bloques con pesos de hasta 640 kg, han sido recuperados en el terreno alrededor del cráter. Varios miles de toneladas de pequeñas gotas de níquel-hierro, del tamaño de granos de arena, cayeron en y alrededor del cráter, después de condensarse desde la nube de vapor metálico resultante del impacto. Muy poco del meteorito fue hallado en la fosa excavada para encontrar tales restos.
.